# Look at Me Now (Chris Brown)
Look at Me Now è un brano musicale hip hop del cantante statunitense Chris Brown, estratto come secondo singolo dal suo quarto album studio, F.A.M.E.. Con la collaborazione dei rapper statunitensi Lil Wayne e Busta Rhymes, Look at Me Now è stato pubblicato in versione digitale il 1º febbraio 2011. Il brano è stato scritto da Brown, Diplo, Jean Baptiste, Ryan Buendia, Lil Wayne e Busta Rhymes, e prodotto da Diplo ed Afrojack.

## Video musicale
Il video musicale prodotto per Look at Me Now è stato girato a Los Angeles il 16 febbraio 2011 dal regista Colin Tilley, che in precedenza aveva diretto Brown nei video musicali di Yeah 3x e Deuces. È uno dei video che ha ottenuto la certificazione Vevo.

## Tracce
Download digitale
1. Look at Me Now (featuring Lil Wayne & Busta Rhymes) - 3:43

## Classifiche
| Classifica (2011)         | Posizione massima |
| ------------------------- | ----------------- |
| Australia                 | 46                |
| Canada                    | 51                |
| Francia                   | 85                |
| Nuova Zelanda             | 37                |
| Regno Unito               | 44                |
| Stati Uniti               | 6                 |
| Stati Uniti (R&B/Hip-Hop) | 1                 |